# Alex Meraz
Alex Meraz (né le 10 janvier 1985 à Mesa, en Arizona) est un acteur américain.

## Biographie
Il apprend plusieurs formes d'artisanat dans des écoles de l'Arizona, avant de suivre ses études à la New School for the Arts. Pendant une douzaine d'années, il se consacre aux arts martiaux et remporte de nombreux championnats de karaté et de capœira. C'est à cette occasion qu'il travaille comme cascadeur avec Andy Cheng. Très recherché pour ses talents de cascadeur, il a collaboré avec les chorégraphes Raoul Trujillo, Rulan Tangen et Santee Smith. Membre de la troupe Dancing Earth, il s'est produit dans le monde entier et notamment devant la famille royale de Jordanie. Il a également joué dans Le Nouveau Monde de Terrence Malick, avec Colin Farrell et Christian Bale.

## Vie privée
Il est marié à Kim Meraz depuis le 31 décembre 2007 et ils ont un petit garçon, nommé Somak. Leur deuxième enfant est né en mai 2012 et se nomme Talus Alexander.

## Filmographie
- 2005 : Le Nouveau Monde : frère de Poncahontas
- 2007 : Two spirits, One Journey : Luke
- 2009 : Twilight, chapitre II : Tentation : Paul Lahote
- 2010 : Twilight, chapitre III : Hésitation : Paul Lahote
- 2011 : Never Back Down 2 : Zack
- 2011 : Twilight, chapitre IV : Révélation - partie 1 : Paul Lahote
- 2012 : One the Run : Eric
- 2012 : Mine Games : TJ
- 2012 : Twilight, chapitre IV : Révélation - partie 2 : Paul Lahote
- 2014 : New Worlds : Masca
- 2015 : Cry Now
- 2016 : Suicide Squad : Gomez
- 2017 : Bright : Seraphin
- 2021 : The Last Son de Tim Sutton :  Patty
- 2021 : The Walking Dead : Carver
- 2024 : Landman